# جولیا موریارتی
 جولیا موریارتی (انگلیسی: Julia Moriarty؛ زاده ۳ دسامبر ۱۹۸۸) یک تنیس‌باز اهل ایرلند است.